# Batavia (Ohio)
Batavia település az Amerikai Egyesült Államok Ohio államában, [[|Batavia To megyében]], melynek megyeszékhelye is. Lakosainak száma 1972 fő (2020. április 1.).

## Népesség
A település népességének változása:

| 2010 | 1 509 |
| 2020 | 1 972 |